# San Andrés en Providencia
San Andrés en Providencia is een departement van Colombia. De archipel bestaat uit een verzameling koraal-eilanden in de Caribische Zee, op ongeveer 775 kilometer ten noorden van Colombia en 220 kilometer ten oosten van Nicaragua. De hoofdstad is San Andrés op het gelijknamige eiland.
De eilandengroep bestaat uit de twee grotere eilanden San Andrés 26 km² en Providencia 17 km² en hun satellieten, Santa Catalina 1 km² en enkele kleine, onbewoonde eilanden en koraalbanken, waaronder Quita Sueño, Serranilla, Serrana Bank, Roncador, Albuquerque, Cayo Bolívar en Bajo Nuevo.

## Geschiedenis
De eilanden en eilandjes zijn in de loop van de geschiedenis in verschillende handen geweest en ook in de 21ste eeuw vinden internationale claims plaats op de vaak zeer kleine eilandjes. Vermoed wordt dat San Andrés in de Gouden eeuw door Nederlandse ontdekkingsreizigers van de WIC werd ontdekt. De beruchte zeerover Henry Morgan had de eilanden van 1670 tot 1689 in handen. Hierdoor wordt de legende gevoed dat Henry Morgan een of meer van zijn schatten op en rond de eilanden had verborgen.

## Internationale claims
Vanaf eind 17e eeuw kregen de Spanjaarden de eilanden in bezit, waarbij ze verschillende malen van een andere provincie of departement deel uit gingen maken. Op het einde van het koloniale tijdperk behoorden de eilanden bij de provincie Cartagena. Groot-Colombia bemachtigde zeggenschap over de eilanden in 1822, kort na het verkrijgen van zijn onafhankelijkheid. Dit was tegen de zin van de Verenigde Staten van Centraal-Amerika. Die federatie claimde de eilanden namelijk eveneens. Nicaragua, dat uit de Verenigde Staten van Centraal-Amerika is voortgekomen, legde de meeste claims op de archipel.
De bevolking van de bewoonde eilanden bestaat voornamelijk uit afstammelingen van slaven en mulatten die in de loop der eeuwen naar San Andrés en Providencia vervoerd werden. In het binnenland van San Andrés spreekt men Criollo sanandresano, een vorm van Creools, naast het algemeen gangbare Spaans, met voornamelijk gemengd Caribisch en Colombiaanse accenten. De meeste immigranten, die hoofdzakelijk van het toerisme leven, komen dan ook van de kustdepartementen Atlántico, Bolívar en Magdalena. Verder is er een relatief grote groep Libanezen op het eiland. Zij hebben de meeste middenstand in handen, die belastingvrij handelen: Parfumerieën, juweliers en luxe producten, veelal in dezelfde winkel gevestigd.

## Uitspraak Internationaal Gerechtshof Den Haag
Het Internationaal Gerechtshof in Den Haag sprak op 19 november 2012 uit dat de eilanden van Colombia zouden blijven, maar het verloop van de zeegrenzen in de internationale wateren zou veranderen ten gunste van Nicaragua. Dit in antwoord op een gelegde claim door Nicaragua om de gehele Nicaraguaanse zeegrens tot vlak voor de kust van Colombia op te schuiven.